# Zongli Yamen

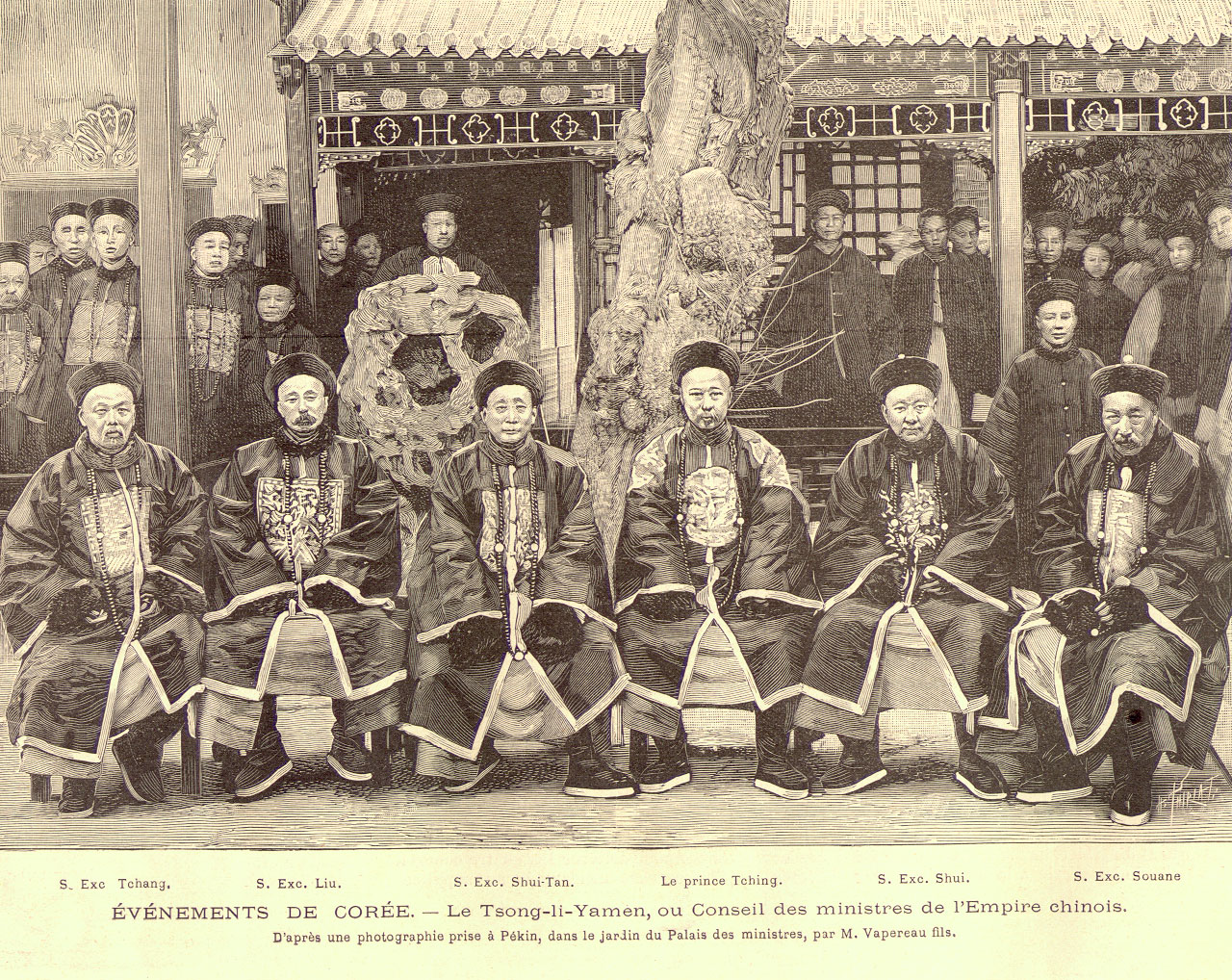
Ministrowie Zongli Yamen, 1894

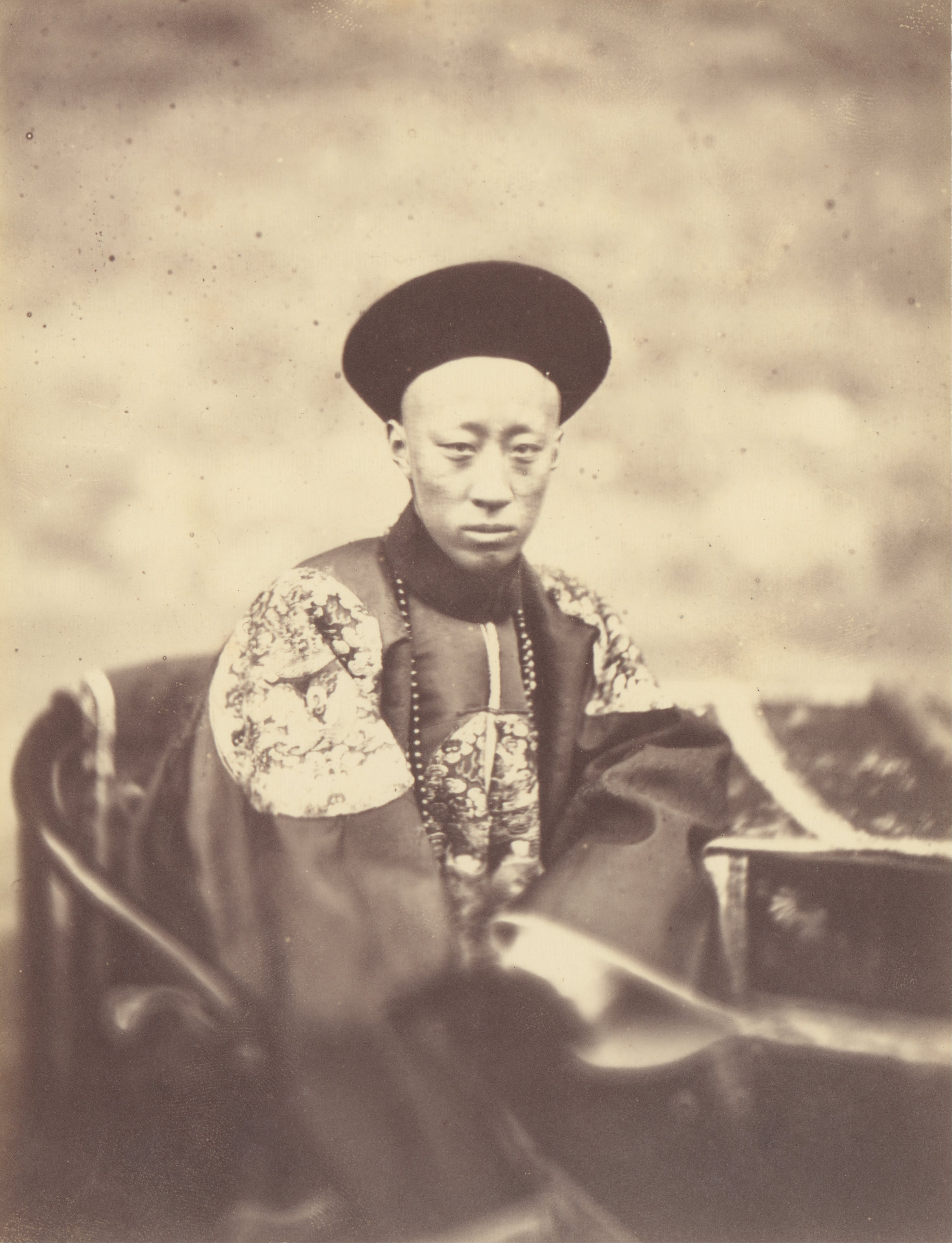
Książę Gong kilka dni po podpisaniu konwencji pekińskiej

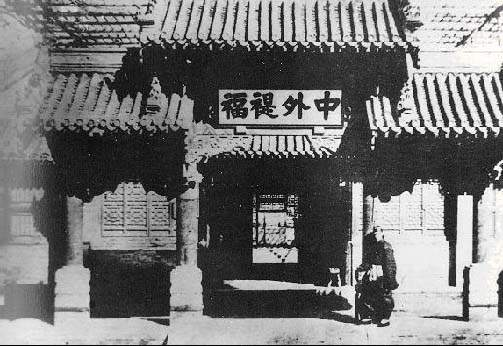
Brama wejściowa do budynków Zongli Yamen. Napis głosi: "Pokój i dobrobyt w Chinach i na zewnątrz" (z Księgi Hanów)

Zongli Yamen (chiń. upr. 总理衙门; chiń. trad. 總理衙門; pinyin Zǒnglǐ Yámén; Wade-Giles Tsung-li Ya-men) – jeden z centralnych urzędów w Chinach, ustanowiony w ostatnich latach panowania dynastii Qing (1644–1912) na mocy edyktu cesarza Xianfenga z 20 stycznia 1861 roku. Pełnił on funkcję ministerstwa spraw zagranicznych. Zongli Yamen jest skrótem nazwy: Zongli Geguo Shiwu Yamen (chiń. upr. 总理各国事务衙门; chiń. trad. 總理各國事務衙門).
Zongli Yamen został utworzony w ramach tzw. restauracji Tongzhi (powstrzymania upadku dynastii Qing poprzez przywrócenie tradycyjnego porządku) w celu wyposażenia pekińskiego rządu w skuteczną instytucję, która potrafiłaby przeciwstawiać się wpływom obcych mocarstw po okrutnej porażce i okupacji miasta w czasie drugiej wojny opiumowej (1857-1860). Stworzenie takiego urzędu odpowiedzialnego za stosunki z zachodnimi krajami stało się koniecznością także w wyniku zmuszenia dworu Qingów do przyjęcia nierównoprawnych traktatów: nankińskiego (1842), tiencińskiego (1858) i pierwszej konwencji pekińskiej (1860), która obejmowała trzy odrębne traktaty zawarte pomiędzy Chinami Qingów a Wielką Brytanią, Francją i Rosją. 
Ten ostatni dokument podpisał, ze strony rządu Qingów, książę Gong (1833-1898). Był on jednym z inicjatorów utworzenia Zongli Yamen i został jego szefem. Urząd ten zajmował się kwestiami związanymi z polityką, sprawami wojskowymi i bezpieczeństwa oraz handlem zagranicznym. Jego słabością była jednak  niemożność scentralizowania zarządzania sferą stosunków zagranicznych.
Początkowo w skład kolegium kierowniczego (różnej rangi ministrów) wchodziło 3-5 osób, a następnie liczba ta wahała się pomiędzy 9 a 11. Do pomocy mieli oni licznych sekretarzy w tym:
- czterech sekretarzy administracyjnych (dwóch Mandżurów i dwóch Chińczyków);
- dwóch sekretarzy-asystentów (jednego Mandżura i jednego Chińczyka);
- dwudziestu zwykłych sekretarzy;
- nieznaną liczbę sekretarzy nieetatowych i pracowników wynajętych[4].

Urząd był podzielony na 5 wydziałów:
- Brytyjski (Yingguo Gu 英國股), odpowiedzialny także za stosunki z Austrią, handel międzynarodowy i cła;
- Obrony Morskiej (Haifang Gu 海防股), zarządzał służbą patrolową na rzece Jangcy, Flotą Północnego Oceanu, umocnieniami nabrzeża, stoczniami, krajową produkcją maszyn, służbą telegraficzną, liniami kolejowymi i kopalniami oraz decydował o zakupach z zagranicy okrętów i broni;
- Rosyjski (Eguo Gu 俄國股), zajmował się także relacjami z Japonią, sprawami granicznymi, protokołem dyplomatycznym oraz kadrowymi i finansowymi Urzędu;
- Amerykański (Meiguo Gu 美國股), odpowiedzialny również za stosunki z Włochami, Szwecją, Norwegią, Belgią, Danią, Peru, Portugalią i od 1871 z Niemcami oraz zarządzanie obiektami portu towarowego. Po wojnie chińsko-japońskiej w 1895 roku zmieniono nazwę tego wydziału na Japoński (Riben Gu 日本股);
- Francuski (Faguo Gu 法國股), odpowiedzialny także za Niderlandy, Hiszpanię i pracę Urzędu[4].

Niemal wszyscy jego członkowie pełnili jednocześnie kierownicze funkcje państwowe, w związku z czym zapadały w nim praktycznie wszystkie ważniejsze decyzje polityczne. W przeciwieństwie do swoich zachodnich odpowiedników Zongli Yamen nie miało jednak zbyt dużej samodzielności, a jego decyzje były całkowicie podporządkowane dworowi. Opinie przychodzące z zagranicy rzadko były poważnie rozpatrywane, podobnie jak nie liczono się z raportami własnych posłów.
Zongli Yamen zostało zlikwidowane 7 września 1901 roku po upadku powstania bokserów, w ramach wprowadzania założeń tzw. nowej polityki polegającej na dążeniu do ponownego zapewnienia sobie poparcia zachodnich mocarstw. Na mocy edyktu cesarskiego stworzono Ministerstwo Spraw Zagranicznych według standardów europejskich.